# 費爾湖
53°7′44″N 13°34′19″E / 53.12889°N 13.57194°E

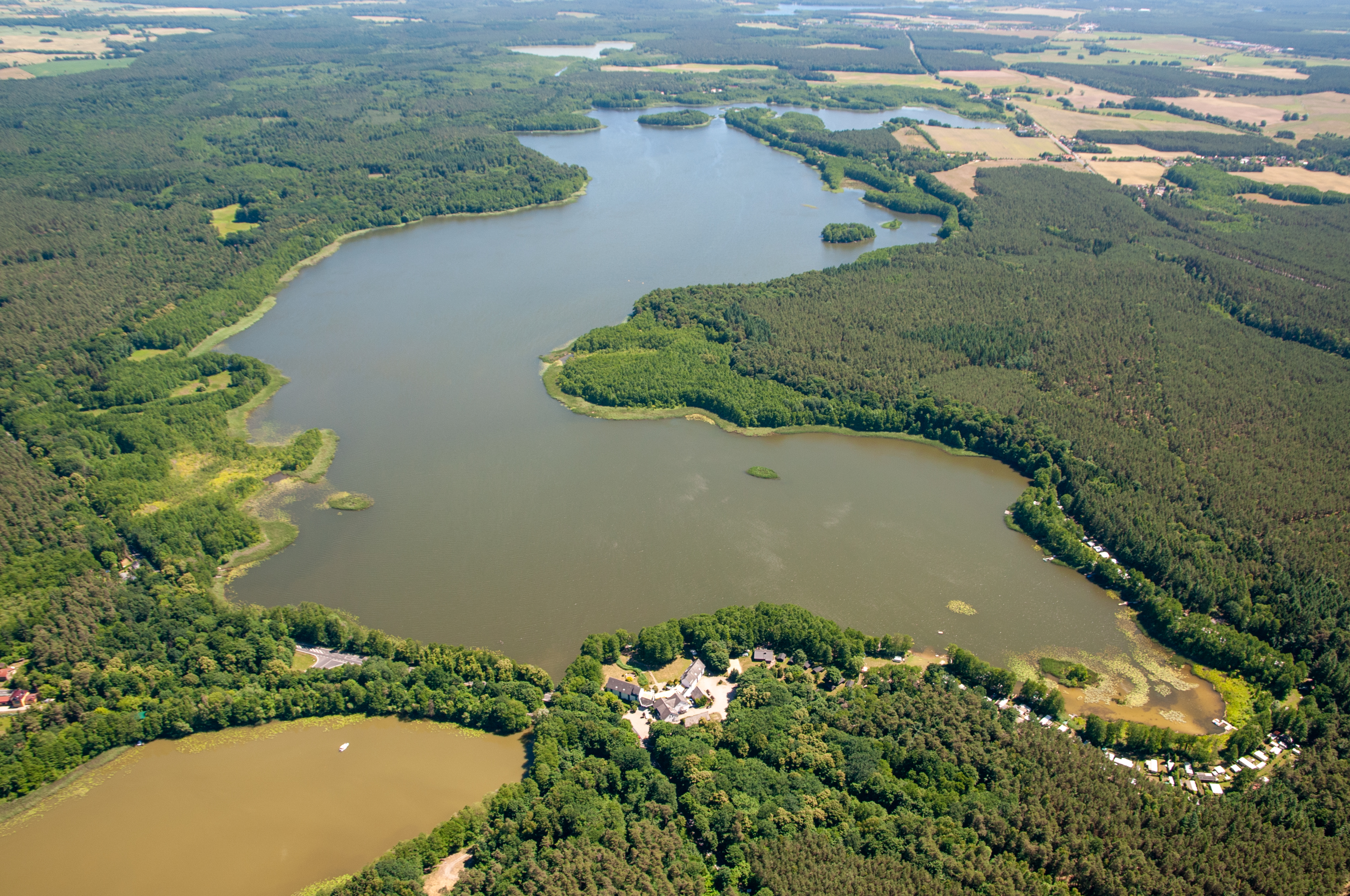

費爾湖（德語：Fährsee），是德國的湖泊，位於該國東北部，由勃蘭登堡州負責管轄，處於烏克馬克縣，長3公里、寬0.9公里，面積2.2平方公里，最大水深14米，水體容量726萬立方米。